# نادي قنطرة شنيل لكرة اليد
نادي قنطرة شنيل لكرة اليد هو نادي كرة يد في إسبانيا. يقع مقره في قنطرة شنيل بمقاطعة قرطبة. تأسس سنة 1984. لعب حاليا في الدوري الإسباني لكرة اليد.